# Doylestown (Ohio)
Doylestown é uma vila localizada no estado norte-americano de Ohio, no Condado de Wayne.

## Demografia
Segundo o censo norte-americano de 2000, a sua população era de 2799 habitantes.
Em 2006, foi estimada uma população de 2874, um aumento de 75 (2.7%).

## Geografia
De acordo com o United States Census Bureau tem uma área de
4,6 km², dos quais 4,6 km² cobertos por terra e 0,0 km² cobertos por água. Doylestown localiza-se a aproximadamente 341 m acima do nível do mar.

## Localidades na vizinhança
O diagrama seguinte representa as localidades num raio de 8 km ao redor de Doylestown.